# Kentriko Zagori Kai Anatoliko Tmima Orous Mitsikeli
Kentriko Zagori Kai Anatoliko Tmima Orous Mitsikeli este o arie protejată (arie de protecție specială avifaunistică — SPA) din Grecia întinsă pe o suprafață de 53.408,66 ha, integral pe uscat.

## Localizare
Centrul sitului Kentriko Zagori Kai Anatoliko Tmima Orous Mitsikeli este situat la coordonatele 39°50′36″N 20°52′45″E / 39.843268°N 20.879056°E.

## Înființare
Situl Kentriko Zagori Kai Anatoliko Tmima Orous Mitsikeli a fost declarat arie de protecție specială avifaunistică în martie 2010 pentru a proteja 10 specii de animale.

## Biodiversitate
Situată în ecoregiunea mediteraneană, aria protejată nu include niciun habitat protejat.
La baza desemnării sitului se află mai multe specii protejate de  păsări (10): buha (Bubo bubo), șerpar (Circaetus gallicus), prepeliță (Coturnix coturnix), ciocănitoare neagră (Dryocopus martius), Falco eleonorae, șoim călător (Falco peregrinus), sfrâncioc roșiatic (Lanius collurio), ciocârlie de pădure (Lullula arborea), ciuf-pitic (Otus scops), viespar (Pernis apivorus)
Pe lângă speciile protejate, pe teritoriul sitului au mai fost identificate 4 specii de plante, 1 specie de amfibieni, 4 specii de mamifere, 2 specii de nevertebrate, 5 specii de reptile.